# Áed mac Colggen
Áed mac Colggen (siglo VII-738) fue un rey del Uí Cheinnselaig de Leinster. Algunas fuentes incorrectamente le hacen rey conjunto de Leinster con Bran Becc mac Murchado, pero aparece que Áed era el gobernante principal de Leinster en 738. Su padre Colcú mac Bressail (m. 722) era llamado rey de Ard Ladrann (cerca de Gorey, Co.Wexford) en su obituario de 722 en el que se menciona que fue asesinado. Era el tataranieto de Crundmáel Erbuilc (m. 656), Rey de Leinster, y miembro de los Sil Chormaic.

## Biografía
La fecha de su sucesión al trono de Uí Cheinnselaig no puede ser datada con certeza. Los anales recuerdan que el rey de Ui Cheinnselaig Laidcnén mac Con Mella murió en la Batalla de Maistiu (Mullaghmast al sur del Condado de Kildare) en 727 a manos del rey de Leinster Dúnchad mac Murchado (m. 728). Las listas de reyes en el Libro de Leinster, indican su sucesión por Élothach mac Fáelchon que gobernó siete años antes de ser asesinado por Áed mac Colggen en la Batalla de Oenbethi que entonces es listado como rey.
En 722 Leinster se enfrentó a la invasión de Fergal mac Máele Dúin de Cenél nEógain, Rey Supremo de Irlanda, buscando imponer su dominio en Leinster. Sus ejércitos bajo el rey Murchad mac Brain Mut (d.727) se enfrentaron en Allen donde Fergal fue asesinado. La saga Cath Almaine preserva la historia de esta batalla y menciona que Áed mac Colggen luchó para Leinster donde es referido como su heredero aparente.
Áed aparece como rival al trono de Leinster durante el reinado de Fáelán mac Murchado (m. 738)  en la época en que Cathal mac Finguine (m. 742), Rey de Munster, intentaba afirmar sus derechos sobre Leinster en un momento de debilidad de los Uí Neill. En 732 Aed y los hombres del sur de Laigin (Laigin Desgabair) rechazaron el ataque.
Áed, junto con muchos otros reyes, fue asesinado en batalla contra el hijo de Fergal, Áed Allán en Áth Senaig en 738. Esta lucha es descrita extensamente en los anales irlandeses. Áed murió luchando en combate singular con Áed Allán y su supuesto cogobernante Bran Bec también murió allí.
Tras la aplastante derrota en Áth Senaig, los Uí Dúnlainge dominaron Leinster durante tres siglos hasta que Diarmait mac Maíl na mBó se convirtió en rey de Leinster en 1042.
Aed fue sucedido como rey de Uí Chennselaig por su hermano Sechnassach mac Colggen (m. 746/747). Su hijo Eterscél mac Áeda (m. 778) fue rey posterior de Uí Cheinnselaig.